# 克拉拉·圭拉
克拉拉·圭拉（義大利語：Clara Guerra，1998年10月1日—），意大利女子赛艇运动员。她曾代表意大利参加保加利亚普罗夫迪夫举行的2018年世界赛艇锦标赛，获得女子轻量级单人双桨银牌。